# Ji-Paraná (gemeente)
Ji-Paraná is een stad in de deelstaat Rondônia in het westen van Brazilië. In 2017 waren er iets meer dan 132.000 inwoners, waarmee het de tweede grootste stad van de staat is. De stad wordt doormidden gesneden door de gelijknamige rivier. Ji-Paraná werd pas in 1977 gesticht. 

## Aangrenzende gemeenten
De gemeente grenst aan Ministro Andreazza, Ouro Preto do Oeste, Presidente Médici, Teixeirópolis, Theobroma, Urupá, Vale do Anari, Vale do Paraíso, Colniza (MT) en Rondolândia (MT).

## Sport
De stad heeft één grote voetbalclub, Ji-Paraná FC, die sinds de invoering van het profvoetbal in de staat in 1991 de succesvolste van de staat is, al telt de club op nationaal niveau helemaal niet mee. 